# أسماء واضح
أسماء واضح (مواليد 19 يناير 1983) لاعب كرة قدم جزائرية دولية تلعب مدافعةً في المنتخب الوطني الجزائري لكرة القدم النسائية . شاركت في منافسات الجزائر في كأس الأمم الإفريقية للسيدات 2018 ، حيث لعبت في ثلاث مباريات. 